# Palparellus voeltzkowi
Espèce
Palparellus voeltzkowi est une espèce de fourmilions de la famille des Myrmeleontidae et de l'ordre des Neuroptera.

## Description/Taille
Palparellus voeltzkowi a une envergure de 15 cm. Il a l'abdomen rouge-rose. Ses ailes sont bleu très foncé avec des petits bouts transparents.

## Habitat
Ce fourmilion est endémique de Madagascar.

## Larve
Sa larve est appelée « gribouilleur » car elle rampe activement à la recherche de proies, comme les larves d'autres espèces de fourmilions.

## Synonyme
- Negretus voeltzkowi (Kolbe, 1906)